# 艾麗莎·切凱蒂
艾麗莎·切凱蒂（義大利語：Elisa Cecchetti，1995年8月21日—）是一名出生於義大利伦巴第大区的壘球選手，司職捕手，目前效力於A1聯賽博拉泰。她曾隨隊參加2015年、2019年、2021年歐洲女子壘球錦標賽，結果獲得金牌。她的堂姐格蕾塔·切凱蒂也是壘球運動員。

## 外部連結
- 艾麗莎·切凱蒂的X（前Twitter）
- 艾麗莎·切凱蒂的Instagram帳戶